# Chaling
Chaling  (en chino, 茶陵; pinyin, Chálíng) es un condado  bajo la administración directa de la Prefectura Zhuzhou en la Provincia de Hunan, República Popular China.  Su área es de 2496 km² y su población total para 2015 superó los 630 mil habitantes. 

## Administración
Desde junio de 2023, el  Condado Chaling  se divide en 16 pueblos que se administran en 4 subdistritos,  10 poblados y 2 villas.

## Toponimia
El topónimo Chaling significa "la colina Cha «del té».
Fundado durante la dinastía Han occidental (221 a. C.) como Tuling (荼陵县), el condado Chaling es el único condado que lleva el nombre "té" en la historia china. Eso, debido a que el "monte del té" (茶山) se encuentra al sur de su territorio. Se dice que dicha elevación es el mausoleo (Ling) del Emperador Yan, a quien la leyenda le atribuye el descubrimiento del té, esto le dio el nombre "té" a la montaña, al área circundante como "villa del té" (茶乡 Chaxiang) y finalmente al condado.
En la antigua China, las tumbas de los gobernantes se construían en colinas, simbolizando autoridad divina y cercanía al cielo. Por lo que el sinograma Ling (陵 "colina") se amplió para significar también "mausoleo", hoy en día son sinónimos en el idioma chino, se diferencia en el contexto .

## Clima
El condado de Chaling pertenece a la zona climática monzónica subtropical, debido a que las montaña Wugong en el noroeste debilita el aire frío desde el norte. El condado de Chaling tiene un clima templado, abundantes lluvias y un corto período de frío invernal. La temperatura promedio anual es de 17.9 °C, la más baja en enero, el promedio es de 5.9 °C, la más alta en julio, el promedio es de 29.2 °C. Hay 233 días tiempo estable a 10 °C. El período sin heladas es de 294 días.
| Parámetros climáticos promedio de Chaling (1981−2010) | Parámetros climáticos promedio de Chaling (1981−2010) | Parámetros climáticos promedio de Chaling (1981−2010) | Parámetros climáticos promedio de Chaling (1981−2010) | Parámetros climáticos promedio de Chaling (1981−2010) | Parámetros climáticos promedio de Chaling (1981−2010) | Parámetros climáticos promedio de Chaling (1981−2010) | Parámetros climáticos promedio de Chaling (1981−2010) | Parámetros climáticos promedio de Chaling (1981−2010) | Parámetros climáticos promedio de Chaling (1981−2010) | Parámetros climáticos promedio de Chaling (1981−2010) | Parámetros climáticos promedio de Chaling (1981−2010) | Parámetros climáticos promedio de Chaling (1981−2010) | Parámetros climáticos promedio de Chaling (1981−2010) |
| Mes                                                   | Ene.                                                  | Feb.                                                  | Mar.                                                  | Abr.                                                  | May.                                                  | Jun.                                                  | Jul.                                                  | Ago.                                                  | Sep.                                                  | Oct.                                                  | Nov.                                                  | Dic.                                                  | Anual                                                 |
| ----------------------------------------------------- | ----------------------------------------------------- | ----------------------------------------------------- | ----------------------------------------------------- | ----------------------------------------------------- | ----------------------------------------------------- | ----------------------------------------------------- | ----------------------------------------------------- | ----------------------------------------------------- | ----------------------------------------------------- | ----------------------------------------------------- | ----------------------------------------------------- | ----------------------------------------------------- | ----------------------------------------------------- |
| Temp. máx. abs. (°C)                                  | 26.3                                                  | 31.7                                                  | 35.2                                                  | 35.9                                                  | 36.6                                                  | 38.0                                                  | 40.2                                                  | 40.7                                                  | 38.4                                                  | 36.1                                                  | 32.5                                                  | 25.6                                                  | '                                                     |
| Temp. máx. media (°C)                                 | 9.8                                                   | 11.9                                                  | 16.0                                                  | 22.8                                                  | 27.7                                                  | 30.8                                                  | 34.5                                                  | 33.4                                                  | 29.5                                                  | 24.5                                                  | 18.8                                                  | 13.1                                                  | 22.7                                                  |
| Temp. media (°C)                                      | 6.2                                                   | 8.3                                                   | 12.0                                                  | 18.1                                                  | 22.8                                                  | 26.2                                                  | 29.2                                                  | 28.3                                                  | 24.7                                                  | 19.7                                                  | 14.0                                                  | 8.5                                                   | 18.2                                                  |
| Temp. mín. media (°C)                                 | 3.6                                                   | 5.7                                                   | 9.1                                                   | 14.8                                                  | 19.3                                                  | 22.9                                                  | 25.2                                                  | 24.7                                                  | 21.3                                                  | 16.2                                                  | 10.5                                                  | 5.1                                                   | 14.9                                                  |
| Temp. mín. abs. (°C)                                  | -4.2                                                  | -3.9                                                  | -1.4                                                  | 3.7                                                   | 9.8                                                   | 13.9                                                  | 18.4                                                  | 18.2                                                  | 13.2                                                  | 4.6                                                   | -0.6                                                  | -7.5                                                  | '                                                     |
| Precipitación total (mm)                              | 76.0                                                  | 108.2                                                 | 162.8                                                 | 187.7                                                 | 201.4                                                 | 217.7                                                 | 119.0                                                 | 128.6                                                 | 74.5                                                  | 69.2                                                  | 69.0                                                  | 47.9                                                  | 1462                                                  |
| Humedad relativa (%)                                  | 80                                                    | 82                                                    | 82                                                    | 82                                                    | 80                                                    | 80                                                    | 74                                                    | 77                                                    | 77                                                    | 75                                                    | 75                                                    | 74                                                    | 78.2                                                  |
| Fuente: China Meteorological Data Service Center      |                                                       |                                                       |                                                       |                                                       |                                                       |                                                       |                                                       |                                                       |                                                       |                                                       |                                                       |                                                       |                                                       |

## Recursos
Chaling es rica en recursos minerales. Según las estadísticas de 2010, las reservas de mineral de antimonio ocupan el segundo lugar en Asia. Las reservas de mineral de hierro son de casi 100 millones de toneladas, las reservas de carbón son de 11 millones de toneladas, las reservas de plomo son de 8700 toneladas, las reservas de tungsteno son de 28000 toneladas, y las reservas de más de 20 tipos de recursos minerales como cobre, estaño, zinc y granito.

## Hidrología
Chaling pertenece a la cuenca del río Lishui, un tributario del sistema del Río Xiang que conecta 25 grandes ríos y 1732 arroyos. La corriente principal en el territorio es el río Lancang, con un área de drenaje de 2495 kilómetros cuadrados y un kilometraje de navegación de 137 kilómetros. Los principales afluentes del Lishui son el té, Lijiang y Wenjiang.  